# Clarence Gilyard
Clarence Alfred Gilyard Jr. (Moses Lake, 24 de diciembre de 1955 - Las Vegas, 28 de noviembre de 2022) fue un actor y escritor estadounidense, reconocido por su trabajo en las series de televisión Matlock (entre 1989 y 1993) y Walker, Texas Ranger, y en los largometrajes Die Hard y Top Gun.

## Biografía
Gilyard nació en una familia de militares en Moses Lake, Washington, en la víspera de Navidad de 1955, hijo de Barbara y Clarence Gilyard Sr., un oficial de la Fuerza Aérea de los EE. UU. Gilyard fue el segundo de seis hijos. Su familia era originaria de Nueva Orleans, Luisiana, pero Gilyard creció en las bases de la Fuerza Aérea en Hawái, Texas y Florida. Criado principalmente como luterano, se hizo católico en la década de 1990.
Durante su juventud, Gilyard vivió en el suburbio de Rialto, California, en San Bernardino, y asistió a la escuela secundaria Eisenhower. Fue un excelente estudiante, se graduó en 1974 y luego pasó un año como cadete de la Academia de la Fuerza Aérea antes de dejar el servicio para asistir a Sterling College. En la universidad, jugó al fútbol y se convirtió en miembro de la fraternidad Sigma Chi. También recibió una beca de tenis, pero abandonó la escuela antes de completar sus estudios.
Mientras vivía con sus padres en la escuela secundaria, Gilyard estaba preocupado por las mujeres, el alcohol y, en ocasiones, las drogas. Sus padres lo instaron a mudarse, por lo que se mudó a Long Beach, California, con un amigo. Asistió a la Universidad Estatal de California en Long Beach, con especialización en actuación, y trabajó como mesero mientras buscaba oportunidades de actuación. Completó su licenciatura en la Domínguez Hills de la misma universidad.
Gilyard trabajaba con un compañero de casa en una tienda de ropa, donde fue ascendido a gerente. Dejó esto para trabajar brevemente en la venta de productos químicos industriales. En el 2003, Gilyard regresó a la escuela y recibió una maestría en bellas artes en actuación teatral en la Universidad Metodista del Sur.

## Vida personal
Gilyard se casó dos veces y tuvo seis hijos. Su primer matrimonio, con Catherine Dutko, terminó en divorcio y se casó con su segunda esposa, Elena, en 2001. Se desempeñó como consultor del comité de comunicaciones de la Conferencia de Obispos Católicos de los Estados Unidos.
Falleció en la noche del 28 de noviembre del 2022, después de una larga enfermedad.

## Filmografía

### Cine y televisión
- CHiPs (1982–1983, TV) - Benjamin Webster
- The Duck Factory (1984, TV) - Roland Culp
- Top Gun (1986) – Marcus "Sundown" Williams
- The Karate Kid Part II (1986) - G.I.
- Simon & Simon (1986, TV) - Wally Stokes
- Off the Mark (1987) - James B. White
- Die Hard (1988) - Theo
- L.A. Takedown (1989, TV) - Mustafa Jackson
- Matlock (1989-1993, TV) – Conrad McMasters
- Walker, Texas Ranger (1993-2001, TV) - James "Jimmy" Trivette
- Walker Texas Ranger 3: Deadly Reunion  (1994) - James "Jimmy" Trivette
- Left Behind: The Movie (2001) - Bruce Barnes
- Left Behind II: Tribulation Force (2002) - Bruce Barnes
- Walker, Texas Ranger: Trial by Fire (2005, TV) - James "Jimmy" Trivette
- Top Gun 2: Back to Traffic School (2022) - Marcus "Sundown" Williams
- Little Monsters (2012) - Ben Foreman
- Chasing Shakespeare (2013) - Jeremiah Ward
- A Matter of Faith (2014) - Profesor Portland
- The Track (2015) - Psiquiatra
- Rabbit Days (2016) - Auguste Porter
- The Sector (2016) - Reverendo Raines
- Christmas on the Coast (2017) - Fletcher Reese
- The Perfect Race (2019) - Entrenador Michaels